# گیل لو
گیل لو (انگلیسی: Gail Louw؛ زادهٔ ۱۳ اکتبر ۱۹۵۱) نویسنده و نمایشنامه‌نویس اهل آفریقای جنوبی و بریتانیا است.
او به خاطر موضوع‌های بیسار متنوع نمایشنامه‌هایش شناخته می‌شود، اگرچه یکی از ویژگی‌های اصلی که در بیشتر آنها وجود دارد تمرکز بر شخصیت‌های معیوب در شرایط عادی و غیرعادی است.